# Olympia Bukarest
Olympia Bukarest war ein rumänischer Fußballverein aus Bukarest. Er war der erste offizielle rumänischer Fußballmeister und konnte den Titel einmal erfolgreich verteidigen.

## Geschichte

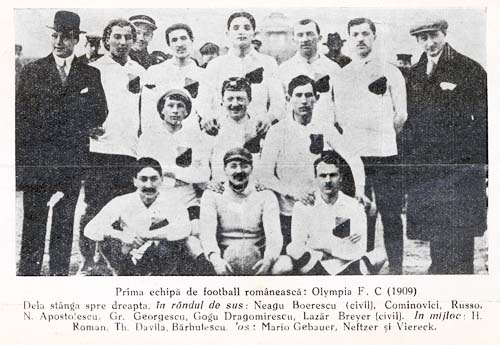
Mannschaft 1909

Olympia Bukarest wurde 1904 von deutschen und rumänischen Arbeitern aus Bukarester Fabriken gegründet. Später schlossen sich auch Bukarester Studenten dem Verein an. Bei den ersten beiden Austragungen der rumänischen Fußballmeisterschaft konnte Olympia in den Jahren 1910 und 1911 den Titel erringen. Danach fiel die Mannschaft nach und nach auseinander: Einige Spieler wechselten zum Rivalen Colentina Bukarest, andere spielten lieber Rugby als Fußball. Im Jahr 1915 löste sich der Verein schließlich selbst auf.
Nach dem Ersten Weltkrieg dauerte es einige Zeit, ehe der Verein unter dem Namen Olimpia im Jahr 1921 wiedergegründet wurde. Bis auf die Saison 1927/28 (Teilnahme an der Meisterschaftsendrunde) konnte Olimpia aber nicht mehr an die früheren Erfolge anknüpfen und scheiterte stets an der Regionalmeisterschaft von Bukarest oder spielte in der Divizia B oder Divizia C. Nach dem Zweiten Weltkrieg löste sich der Verein schließlich auf.